# Lakej

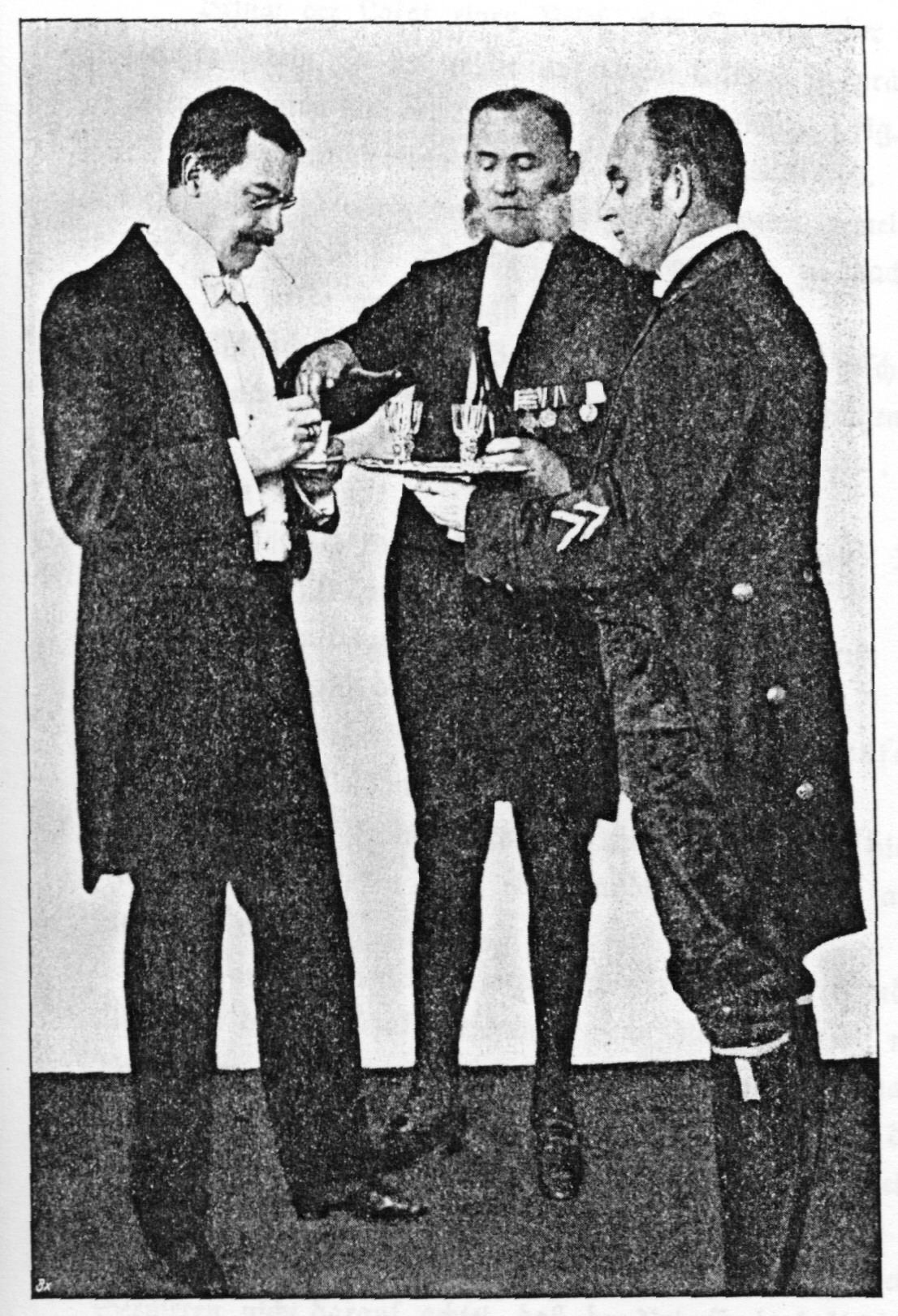
Betjänt (mitten) och lakej (höger) serverar vin.

Lakej är en livréklädd betjänt hos en furste eller  annan högtstående person. Ordet kommer från spanska lacayo.
Före 1800-talet var ordet lakej också benämning på vad som senare kom att kallas betjänt, och det var då vanligt med livréklädda lakejer även i privata adliga hushåll i Sverige.
En hovlakej tjänstgör vid de furstliga hoven som uppassare och servitör samt står bak på hovets vagnar. Vid Kungl. Hovstaterna i Sverige serverar 42 hovlakejer vid representationsmiddagarna på Stockholms slott. De är dock inte anställda vid hovstaterna utan tjänstgör vid behov. Livréerna är från 1800-talet och består av gula byxor, gul väst, frackskjorta och vit fluga samt frackrock. Utomhus bärs bicorne.
Lakejer finns även vid det norska hovet och ingår i Hovmesterseksjonen. Lakejerna medverkar vid små och stora arrangemang och ska gärna ha varit kockar eller servitörer.
I överförd betydelse har lakej kommit att innebära en underdånig eller krypande, fjäskande och överdrivet tjänstvillig person, hantlangare. Lakej kan också betyda eftersägare, någon som inte har en egen uppfattning utan hänger på.

## Bildgalleri

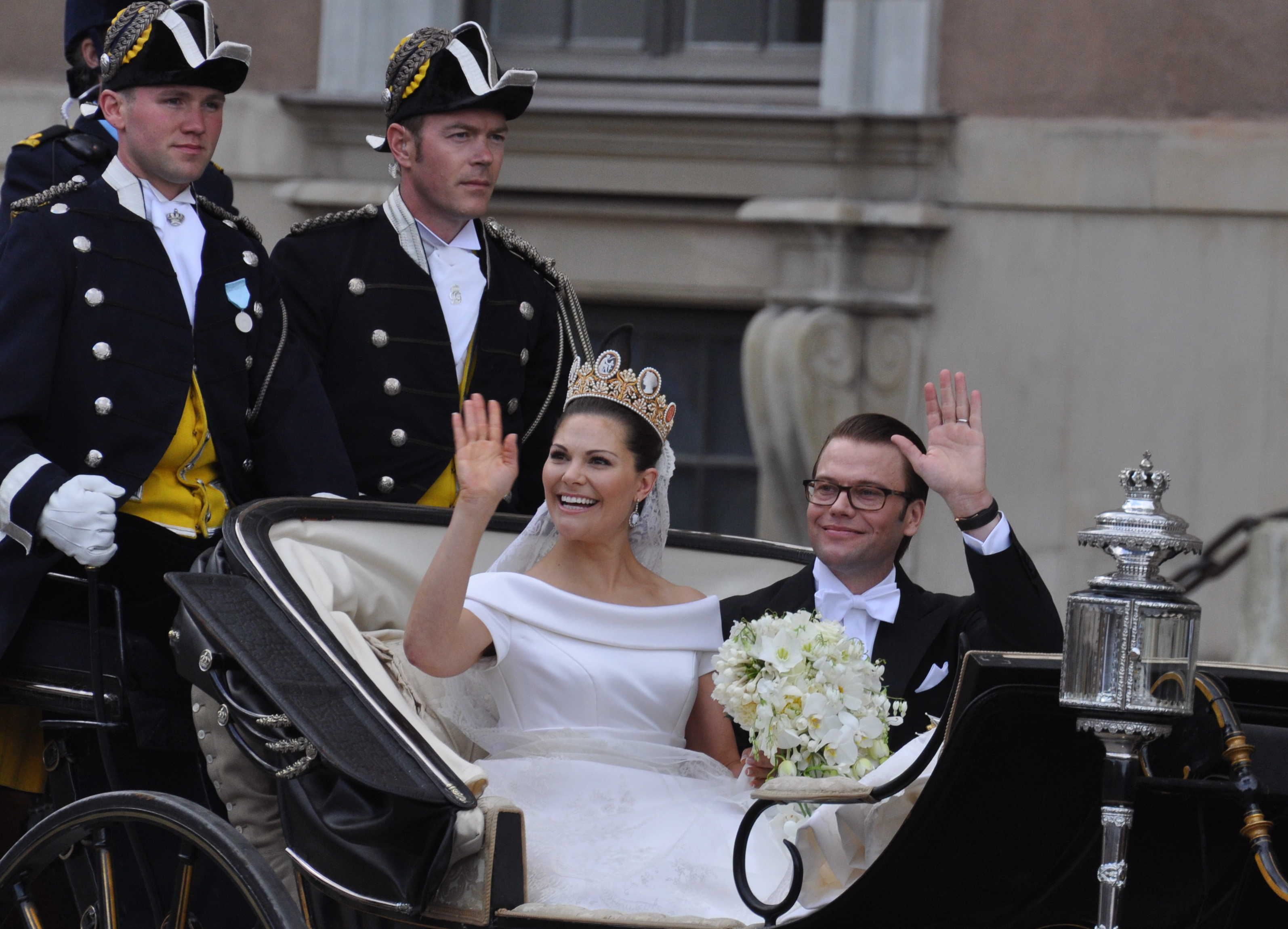
Två lakejer bak på kortegevagnen under bröllopet mellan kronprinsessan Victoria och Daniel Westling, 2010.
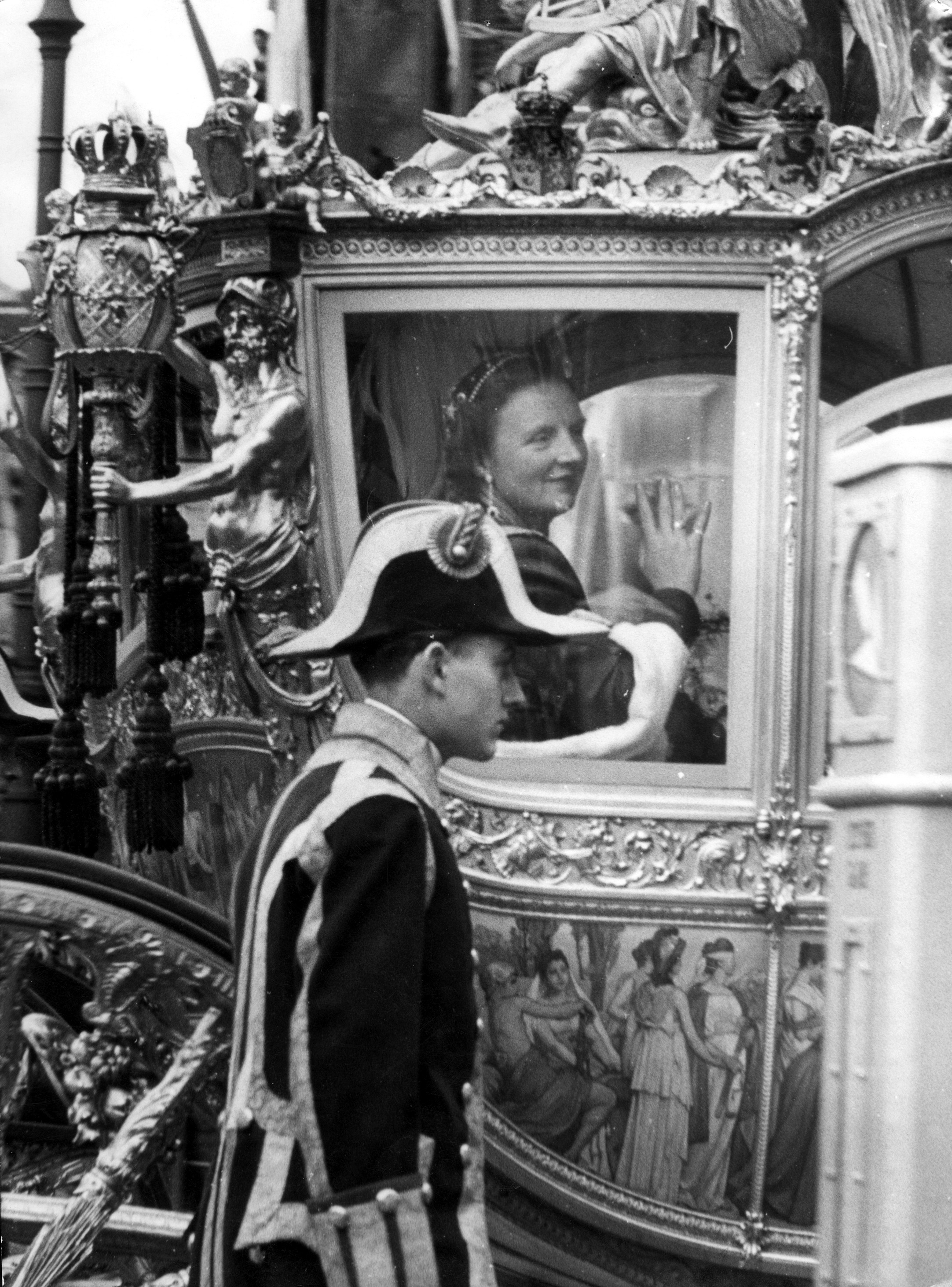
En lakej under Julianas av Nederländerna trontillträde, 1948.